# 510
510（五百十、五一〇、ごひゃくじゅう）は自然数、また整数において、509の次で511の前の数である。

## 性質
- 510は合成数であり、約数は1, 2, 3, 5, 6, 10, 15, 17, 30, 34, 51, 102, 170, 255, 510である。
  - 約数の和は1296。
    - 約数の和が平方数になる27番目の数である。1つ前は497、次は517。

  - 123番目の過剰数である。1つ前は504、次は516。
- 431/510 は常用対数 log107 のよい近似値・近似分数（英語版）である。
  - 431/510 = 0.8450980392… 、log107 = 0.8450980400… で、誤差は約0.000000094494480％, 0.00094494480ppm, 944.94480ppt[1] であり、分母が6桁以下の既約分数まで含めた中でも、もっとも log107 に近い値である。
- 131番目のハーシャッド数である。1つ前は506、次は511。
  - 6を基とする15番目のハーシャッド数である。1つ前は420、次は600。
  - 510～513まで4連続でハーシャッド数になる最小の数である。ただし1桁の数を除くと最小。次は1014～1017。(オンライン整数列大辞典の数列 A141769)
    - n 連続でハーシャッド数になる最も小さな数を表す4番目の数である。1つ前は110 (3連続)、次は131052 (5連続)。ただし1桁の数を除く。(オンライン整数列大辞典の数列 A060159)
- 510 = 2 × 3 × 5 × 17
  - 5番目の四素合成数である。1つ前は462、次は546。(オンライン整数列大辞典の数列 A046386)
    - 四素合成数がハーシャッド数になる3番目の数である。1つ前は330、次は690。
- 510 = 21 + 22 + 23 + 24 + 25 + 26 + 27 + 28
  - 2の自然数乗の和とみたとき1つ前は254、次は1022。
  - a = 2 のときの a 1 + a 2 + a 3 + a 4 + a 5 + a 6 + a 7 + a 8 の値とみたとき1つ前は8、次は9840。
- 510 = 82 + 92 + 102 + 112 + 122
  - 5連続整数の平方和で表せる8番目の数である。1つ前は415、次は615。
- 510 = 12 + 52 + 222 = 52 + 142 + 172 = 72 + 102 + 192 = 102 + 112 + 172
  - 3つの平方数の和4通りで表せる52番目の数である。1つ前は502、次は514。(オンライン整数列大辞典の数列 A025324)
  - 異なる3つの平方数の和4通りで表せる38番目の数である。1つ前は501、次は518。(オンライン整数列大辞典の数列 A025342)
- n = 5 のときの n と 2n を並べてできる数である。1つ前は48、次は612。(オンライン整数列大辞典の数列 A019550)
- 510 = 29 − 2
  - n = 2 のときの n 9 − n の値とみたとき1つ前は0、次は19680。(オンライン整数列大辞典の数列 A196289)
  - n = 9 のときの 2n − 2 の値とみたとき1つ前は254、次は1022。(オンライン整数列大辞典の数列 A000918)
- 約数の和が510になる数は1個ある。(509) 約数の和1個で表せる98番目の数である。1つ前は508、次は511。
- 各位の和が6になる27番目の数である。1つ前は501、次は600。

## その他 510 に関連すること
- 西暦510年
- JR貨物EF510形電気機関車
- 目黒蒲田電鉄モハ510形電車
- 日産・ブルーバード・3代目510型の通称。